# Das Spitzentuch der Fürstin Wolkowska
Das Spitzentuch der Fürstin Wolkowska ist ein 1917 gedrehtes deutsches Stummfilmmelodram mit Maria Carmi in der Titelrolle.

## Handlung
Baronin Elinor von Cederström hat ein schreckliches Schicksal hinter sich. Einst war sie mit dem ebenso spielsüchtigen wie hoch verschuldeten Grafen Edgar Holstein verlobt, doch der ließ sie in demjenigen Moment schnöde sitzen, als er erfuhr, dass Elinor verarmt und demzufolge bei ihr nicht viel zu holen sei. Dann aber lernt die Adelige einen schmucken Mann von deutlich höherem Stande kennen, den Fürsten Wolkowski, der ihr zu beider Hochzeit ein kostbares Spitzentuch schenkt. Elinor lässt von dem teuren Stück ein Duplikat anfertigen und schenkt aus alter Verbundenheit und Herzensgüte das originale Spitzentuch dem ebenso herz- wie treulosen Holstein, damit dieser seine turmhohen Spielschulden begleichen kann. Doch eines Tages reut dies die Fürstin Wolkowska gar sehr, und sie beichtet ihrem Mann diese Schenkung an den Ex.

## Produktionsnotizen
Das Spitzentuch der Fürstin Wolkowska entstand Ende 1917 im Bioscop-Atelier in Neubabelsberg. Im März 1918 passierte der Film die Zensur und erhielt Jugendverbot. Der vieraktige Streifen war, je nach Quelle, 1370 bzw. 1558 Meter lang. Die Uraufführung fand im April 1918 im Biophon-Theater in Berlin statt. 
Dies war Maria Carmis letzter deutscher Film. Hans Albers wiederum spielte hier eine seiner ersten Filmrollen. Die Filmbauten schufen Robert A. Dietrich und Artur Günther. Die künstlerische Oberleitung hatte Robert Reinert.